# إنجين أوزديمير
إنجين أوزديمير (بالتركية: Engin Özdemir)‏ هو لاعب كرة قدم تركي في مركز نصف الجناح، ولد في 1 أكتوبر 1968 في سيواس في تركيا. لعب مع إسطنبول سبور.

## وصلات خارجية
- إنجين أوزديمير على موقع اتحاد تركيا (لاعب) (الإنجليزية)
- إنجين أوزديمير على موقع قاعدة بيانات كرة القدم.إي يو (الإنجليزية)